# Annius de Viterbo

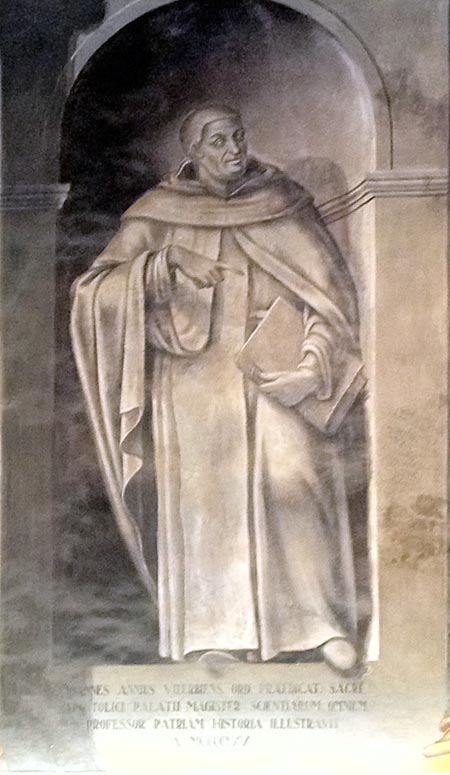
Anni de Viterbo. Fresc de la Sala del Consell del Palazzo dei Priori (Palau del Prior) de Viterbo.

Joannis Annius Viterbensis, també conegut a Catalunya com Anni o Annio de Viterbo (Viterbo, 1437 - Roma, 1502), va ser un frare dominic, teòleg, erudit, historiador i mestre del Sacre Palau durant els temps del papa Alexandre VI (Papa Borja). El seu nom real fou Giovanni Nanni, en llatí Nannius. Es creu que per amor a l'antiguitat, va suprimir una lletra i va canviar-se el nom de Nannius a Annius, segons l'ús del seu temps, al qual va afegir la denominació del país. Es recordat, principalment, pel fet de ser l'autor dels Commentaria super opera diversorum auctorum de antiquitatibus loquentium, una versió històrica, en disset llibres, publicada per primera vegada a Roma, l'any 1498, amb dedicatòria als Reis Catòlics, i finançada per Garcilaso de la Vega, pare del poeta i ambaixador de l'imperi hispà davant la Santa Seu. Els seus detractors consideren que és una obra plena de falsedats, mentre que els seus defensors la lloen.

## Biografia
De molt jove va prendre l'hàbit dominic al convent de Santa Maria in Gradi, on va iniciar els seus estudis de teologia tomística, continuats al convent de Santa María Novella de Florència. Allí, com a batxiller, va llegir el llibre de les Sentències, de Pere Llombard. El 1466 va obtenir a Roma el títol de mestre en teologia amb el qual va tornar al seu convent de Viterbo, al capítol del qual se sap que l'any 1469 va presidir una disputa teològica i on, pel que sembla, va redactar un inèdit tractat sobre alquímia. El 1471, va publicar a Gènova la seva primera obra, Tractatus d'Imperi Turchorum, basada en els sermons quaresmals que havia estat convidat a pronunciar a la mateixa ciutat, en la qual crida a una croada contra els turcs als pocs anys de la caiguda de Constantinoble. També a Gènova va publicar el 1480 els seus comentaris sobre l'Apocalipsis, dedicats al papa Sixt IV i als reis i prínceps cristians, en els quals sostenia, ampliant l'obra anterior, que Mahoma havia estat el veritable Anticrist.
Va publicar, a més, un tractat sobre la usura i els préstecs a interès (Viterbo, 1492). Tanmateix, l'obra que li va atorgar major fama i per la qual definitivament serà conegut són els Commentaria super opera diversorum auctorum de antiquitatibus loquentium, publicats a Roma el 1498. Un any després, el papa Alexandre VI el va designar mestre del Sacre Palau, encarregat de l'examen i l'aprovació dels llibres que s'havien d'imprimir a la Ciutat Eterna, amb veu en la congregació de l'Índex.
Als disset llibres dels seus De antiquitatibus loquentium, Nanni editava i comentava obres de coneguts autors de l'antiguitat que es tenien per perdudes, entre elles les obres de l'historiador caldeu Berós, que són les que ocupen major extensió en els seus comentaris, i per les quals en alguna ocasió el propi Annio serà conegut com "El Berós". Juntament amb les obres de Manetó, sacerdot i historiador egipci del segle tercer abans de Crist, Annio assegurava haver comprat les obres de Berós a Gènova, a un frare armeni. També assegurava haver comprat una obra d'Arquíloc (Epithetum de temporibus), amb la qual establia la concordança de la cronologia grega amb la babilònica, de Megastenes, que li proporcionaven informació sobre els assiris i els perses, de Quint Fabi Píctor (De aureo saeculo et origini urbis Romae), les de Filó d'Alexandria (De temporibus), de qui va obtenir la genealogia de Jesús, de Jenofonte, diferent de l'historiador, del qual va comentar extensament el Liber de aequivocis o Super aequivoca, que constitueix una espècie de teogonía, entre altres obres.

A part dels seus defensors, i respecte als que l'acusen de falsejar documents, també hi ha qui defensa que Annius podria haver estat enganyat i haver actuat sempre de bona fe, atès que un altre frare dominic, anomenat Le Quien, assegurava haver vist a la Biblioteca Colbertiana un còdex anterior en dos segles amb la versió d'en Berós que Annius va publicar. Tanmateix, serà el bisbe de Tarragona Antoni Agustí i Albanell qui va recollir a la seva obra "Diàlegs de medalles, la crítica més vigorosa contra Annius, a qui va acusar d'haver comès altres fraus arqueològics:
| « | Como me comentaua Latino Latini natural de Viterbo hombre doto y de mucha verdad, que frai Iuan Annio hauia hecho esculpir ciertos caracteres en una losa, y que la hizo enterrar en una viña, la qual hauia de ser cauada presto junto a Viterbo. Y quando supo que hauia cauadaores en la viña, les hizo cauar hazia donde estaua su losa, diziendo que el hallaua en sus libros que en aquella parte hauia un templo el más antiguo del mundo: y como se cauasse hazia la losa, el primero que topó con la piedra se lo vino a dezir: y el hizo que la descubriessen poco a poco, y començó a marauillarse de la piedra y de los caracteres. Y tomando copia della fue a los que tenían cargo de la ciudad, y les dixo que cumplía mucho a la honra de la ciudad que aquella piedra se pusiesse en la parte más honrada della, porque allí estaua la fundación de Viterbo, que era más de dos mil años más antigua que Rómulo, pues la fundaron Isis y Osiris, y contoles sus fábulas. Y se hizo todo lo que el quiso. Y desta piedra andan también los tratados de molde, y creo que comiença, ego.svm.isis etc. | » |

Com em va comentar Latinus Latinius, natural de Viterbo, home docte i de molta veritat, que fra Ioan Annio havia fet esculpir certs caràcters a una llosa, i que la feu enterrar en una vinya, la qual havia de ser excavada prest prop de Viterbo. I quan va saber que havia cavadors a la vinya, els feu cavar envers on era la seva llosa, dient que ell sabia pels seus llibres que en aquella part havia un temple, el més antic del món: i como es va excavar cap la llosa, el primer que va topar-se amb la pedra li ho va dir: i ell feu que la descobrissin poc a poc, i va començar a meravellar-se de la pedra i dels caràcters. I prenent copia d'ella fou als que tenien càrrec a la citat, i els digué que honrava a la ciutat que aquella pedra fos posada a la part més honrat d'ella, perquè allí havia estat la fundació de Viterbo, que era més de dos mil anys més antiga que Ròmul, atès que la varen fundar Isis i Osiris, i els va explicar les seves faules. I es feu tot el que ell va voler. I d'aquesta pedra hi ha també tractats de motlle, i crec que comença, ego.svm.isis etc.

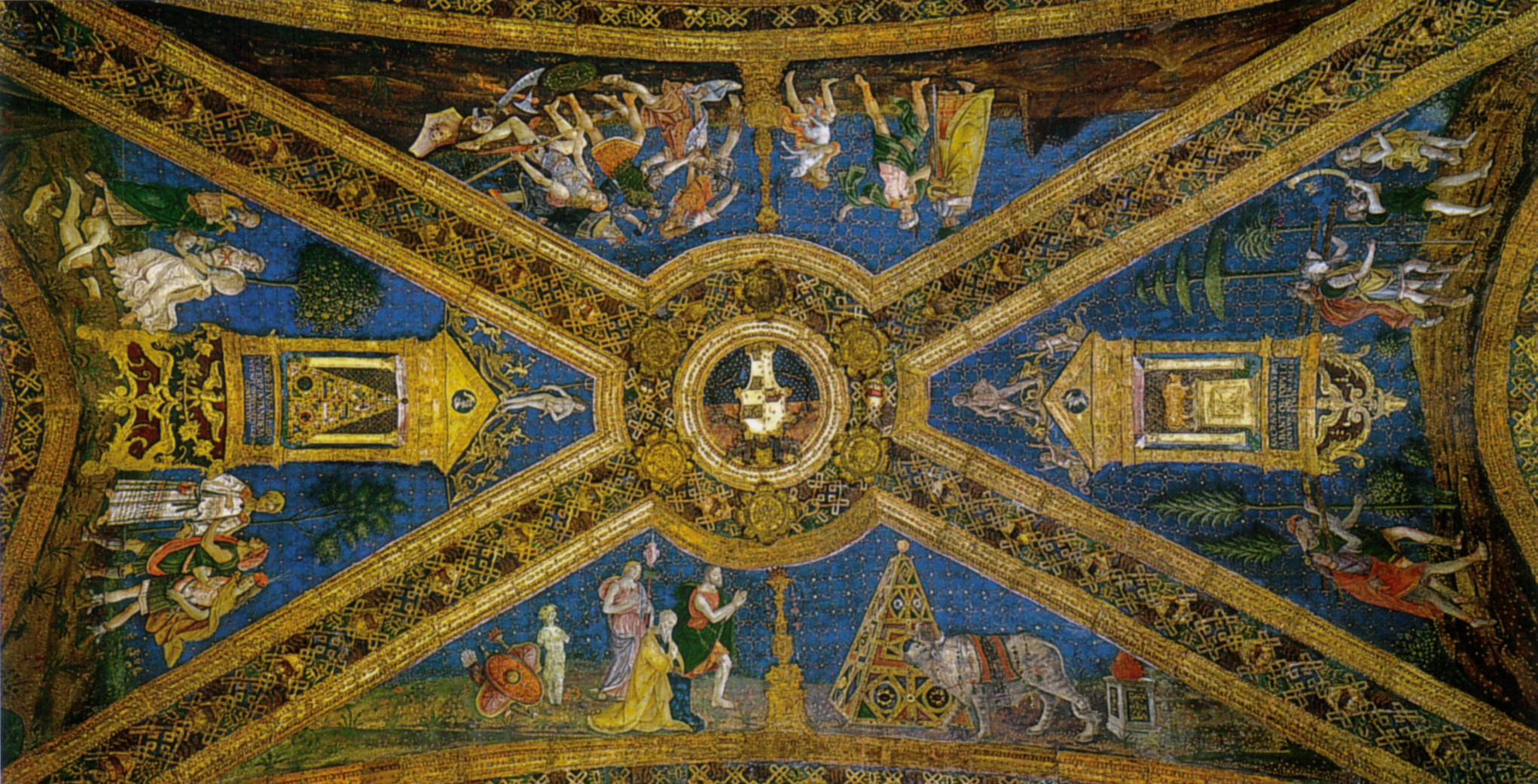
Pinturicchio i ajudants: Episodis del mite d'Isis i Osiris al sostre de la Sala dels Set Sants, de l'apartament Borgia, al Palau Apostòlic. A la part inferior de la imatge, es tracta l'aparició del déu Apis.

Fritz Saxl atribueix a Annius de Viterbo la inspiració del cicle decoratiu del sostre de la Sala dels Set Sants, als Apartaments Borgia del Vaticà, en els quals van treballar Pinturicchio i els seus ajudants, entre els anys 1492 i 1494, just en ser triat pontífex Alexandre VI. Conforme a algunes de les teories que Nanni havia vingut sostenint des de la càtedra de gramàtica que va ocupar, després del seu retorn a Viterbo cap al 1489, recollides en un Epítom a la història de Viterbo, que va quedar sense publicar, el bou heràldic dels Borgia es va identificar a les pintures del palau vaticà amb la història narrada per Ovidi sobre Io, la sacerdotessa de Juno estimada per Júpiter, a la qual la gelosa esposa del déu va transformar en vaca fins que, perseguida per les Fúries, va arribar a Egipte on es va convertir en Isis, reina d'Egipte, que va ensenyar als egipcis l'escriptura jeroglífica. Aquestes teories van permetre a Anni de Virterbo enllaçar els temps presents amb el passat pre-cristià sense discontinuïtats i amb la més absoluta fidelitat a l'Església catòlica. Els quatre panells centrals, en els quals es relata aquesta història, es completen amb una altra sèrie de representacions amb les noces d'Isis i Osiris, que apareixen com els benefactors de la humanitat a la qual van ensenyar l'ús de l'arada i el cultiu de la vinya. Assassinat i esquarterat Osiris pel seu germà Seth o Tifó, la història continua amb Isis, que recorre Egipte per a reunir els seus trossos i donar-li enterrament. L'escena acaba alçant sobre la tomba d'Osiris una piràmide al costat de la qual, a les pintures del sostre de la sala, apareix Apis, el bou, imatge viva del déu desaparegut que Annius relacionà amb l'emblema familiar dels Borgia.
Amb les notícies del pas d'Osiris per Europa revelades al l'obra de l'historiador caldeu Berós, Annius considerà possible explicar no sols l'origen de l'emblema del papa Borgia, sinó també molts topònims. Així, per exemple, va concloure que el nom de la serralada dels Apenins derivaria del déu Apis. O també per explicar invencions útils a la humanitat, com ara la fabricació de la cervesa, que Osiris hauria ensenyat als alemanys en arribar fins a les fonts del Danubi, per a suplir amb ella la manca de vinyes. O fins-i-tot els mateixos orígens d'Itàlia i d'altres monarquies europees atès que, segons Berós, durant deu anys Osiris va regnar a Itàlia, fixant la seva residència a Viterbo, bressol d'Etrúria, i dos mil anys més antiga que Roma, fet del qual va considerar que era testimoniatge la columna amb jeroglífics col·locada davant l'església de Sant Lorenzo. El que, segons l'opinió de l'historiador Godoy Alcántara, explicaria l'èxit que van tenir aquestes teories és precisament aquesta atenció a la història política de les nacions, tan descurada per part de les generacions anteriors d'historiadors, més centrats en la història eclesiàstica. I també el fet d'haver-les postulat en un moment en el qual s'estaven constituint les grans monarquies europees, de tal manera que, «gràcies a Annio de Viterbo, que havia vessat tanta llum sobre les nostres edats primitives, tot hispà podia llegir en [el seu seguidor] Florián de Ocampo la història de la seva pàtria, des de la creació del món».
Aviat es van fer noves edicions dels Comentaria a París, Venècia i altres llocs, i li van sortir imitadors. El primer de tots fou Jean Lemaire de Belges, bibliotecari de Margarita d'Àustria, que després de residir a Itàlia entre els anys 1503 i 1508 va publicar el seu Illustration des Gaules (1512), on relatava el pas d'Isis per la Gàl·lia, arribant fins al Sena, i explicava el cognom Habsburg, com una derivació també del déu Apis.
Giovanni Nanni va morir a Roma el 13 de setembre de 1502, potser enverinat per en César Borgia, i va ser enterrat a Santa Maria sopra Minerva. Un any després moria el papa Alexandre VI, que li havia ofert la seva protecció. I no van trigar a arribar els atacs a les seves teories, al costat dels seus defensors, que es van mantenir fins al segle xviii. Ja el 1504, l'acadèmic i poeta florentí Petrus Crinitus (Pietro Crinito) les qualifica d'absurdes. Una mica més tard, el religiós protestant Beatus Rhenanus (Beat Renan) l'insulta, anomenant-lo «el més inepte dels ineptes, que interpreta de manera irreal als autors irreals». Entre els hispans detractors trobem al teòleg castellà Melchor Cano, a la seva obra De Locis Theologicis (Salamanca, 1563) qui, seguint a l'erudit valencià Joan Lluís Vives, inclou en Berós entre els autors que no són dignes de crèdit, destacant que entre els molts escriptors antics dels quals ens han arribat obres inqüestionables cap conté informacions sobre els celtibers o sobre els germans com les que figuren al Berós o al Manetó publicats per Annius de Viterbo. D'altra banda, entre els defensors de l'obra d'en Berós publicada per Annius de Viterbo, hi trobem l'humanista i gramàtic Antonio de Nebrija, l'historiador Lucio Marineo Sícul, el filòsof, jurista i historiador castellà Juan Ginés de Sepúlveda, l'historiador valencià Pere Antoni Beuter, l'historiador basc Esteban de Garibay, el citat historiador castellà Florián de Ocampo i l'historiador i religiós castellà Gregorio de Argaiz, qui el 1667 considera Adam i Eva els primers reis d'Espanya, a partir de les informacions de l'obra d'en Berós publicada per Annius de Viterbo.